# Габія коста-риканська
Габія коста-риканська (Habia atrimaxillaris) — вид горобцеподібних птахів родини кардиналових (Cardinalidae).

## Поширення
Ендемік Коста-Рики. Поширений лише на півострові Оса тат навколо затоки Гольфо-Дульсе на південному заході країни. Його природне середовище проживання — вологі ліси та чагарники.
З 1960 року ареал виду скоротився приблизно вдвічі, і його стало дедалі менше у фрагментованому середовищі існування за межами національного парку Корковадо та фауністичного заповідника Гольфіто. Однак популяція в цих заповідних територіях є стабільною.

## Опис
Дрібний птах, завдовжки 18-19 см і вагою від 36,2 до 48,9 г. Верхня частина самця темно-сіра з червоним відтінком і має (зазвичай непомітний) помаранчево-червоний гребінь. На обличчі є розсіяна чорна «маска». Горло яскраво-оранжевого кольору, яке переходить від темного-зеленого до темно-сірого з рожевим відтінком на череві. Самиця схожа, але тьмяніша, а гребінь менший.

## Спосіб життя
Харчується комахами і фруктами. Зазвичай вони харчуються високо на деревах або ловлять комах у польоті. Гніздиться в період з січня по березень. Будує відкрите чашкоподібне гніздо досить низько в підлісній рослинності. Всі відомі кладки складалися з двох яєць.